# Przymus impasowy
Przymus impasowy (ang. "squeeze finesse") to w brydżu odmiana przymusu przeciwko ochronie. Charakterystyczną cechą przymusu impasowego jest wymagana obecność "symetrycznej groźby", w której kolorze obaj obrońcy mają po tyle samo kart.
```
                       ♠ K 8
                       
♥
 K
                       
♦
 -
                       ♣ 7
             ♠ D 7 3              ♠ 10 9
             
♥
 -                  
♥
 A
             
♦
 3                  
♦
 A
             ♣ -                  ♣ -
                       ♠ W 2
                       
♥
 -
                       
♦
 D
                       ♣ A
```

Rozgrywający gra asa trefl i obrońca E staje w przymusie, jeżeli odrzuci któregoś asa to podaruje lewę w tym kolorze, a odrzucenie pika pozwoli rozgrywającemu na zaimpasowanie damy u partnera.
```
                       ♠ K 10
                       
♥
 A K
                       
♦
 -
                       ♣ 7
             ♠ D W                ♠ A 7
             
♥
 D 7 3              
♥
 10 5 4
             
♦
 -                  
♦
 -
             ♣ -                  ♣ -
                       ♠ -
                       
♥
 W 8 6
                       
♦
 5
                       ♣ A
```

S gra kontrakt w którym kara są atutami i gra asa trefl. W nie może odrzucić kiera gdyż pozwoli to rozgrywającemu na wyrobienie lewy na waleta (rozgrywający zagra asa i króla kier i powróci do ręki przebitką pik), musi więc pozbyć się z ręki pika, a to pozwala rozgrywającemu na zagranie króla pikowego ze stołu na ekspas.